# Conan (RPG)

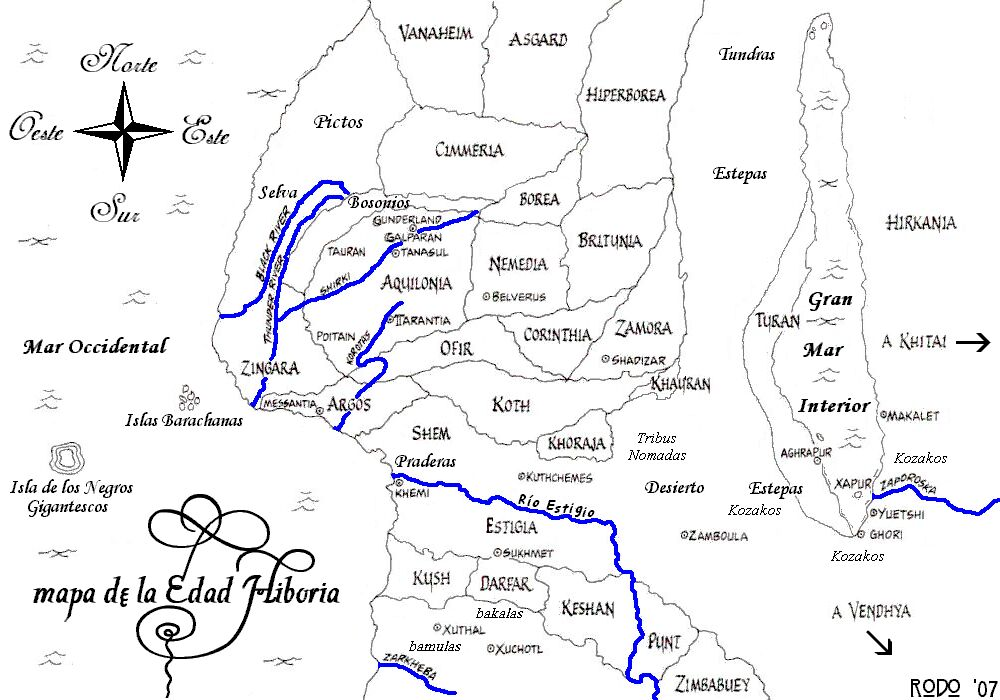
Mapa da Era Hiboriana, onde se passa as histórias de Conan.

Conan em RPG refere-se às inúmeras adaptações de RPG da franquia de espada e feitiçaria Conan, criada por Robert E. Howard, ambientada na fictícia Era Hiboriana.
Em 1984, durante o auge dos filmes de Conan estrelados por Arnold Schwarzenegger, a TSR, Inc. publicou duas aventuras de Conan para o seu sistema Advanced Dungeons & Dragons: Conan Unchained e Conan Against the Darkness. No ano seguinte, a TSR lançou o Conan Role Playing Game. A série foi muito curta produzindo apenas três livros-jogos cada uma baseada em romances do herói: Conan Unchained, Conan Against the Darkness e Conan Triumphant. Em 1988, Conan foi licenciado pela Steve Jackson Games para o seu sistema genérico GURPS, sendo publicadas quatro aventuras: Queen of the Black Coast, Moon of Blood, Beyond Thunder River e The Wytm Slayer. Em 2004, foi publicado o Conan: The Roleplaying Game pela Mongoose Publishing, que usa o Sistema d20/sistema OGL. Em Fevereiro de 2015, a Modiphius Entertainment anunciou que havia adquirido a licença para criação de um RPG de Conan usando o seu próprio sistema, o 2d20.

## Edições
Advanced Dungeons & Dragons
- Conan Unchained!
- Conan Against Darkness!

A TSR publicou três livros-jogos na coleção Endless Quest, no Brasil a coleção chegou a ser publicada em 1995 pela Abril Jovem com título "Você é o herói", porém, os livros dedicados ao Conan não foram publicados.
| Título                        | Autor(es)      | Capista         | Arte interna | Publicação       | ISBN               |
| ----------------------------- | -------------- | --------------- | ------------ | ---------------- | ------------------ |
| Conan the Undaunted           | James M. Ward  | Clyde Caldwell  | Doug Chaffee | junho de 1984    | ISBN 0-88038-120-5 |
| Conan and the Prophecy        | Roger E. Moore | Keith Parkinson | Sam Grainger | junho de 1984    | ISBN 0-88038-121-3 |
| Conan the Outlaw Hyborian Age | Roger E. Moore | Keith Parkinson | Ron Randall  | Dezembro de 1984 | ISBN 0-88038-222-8 |

Conan Role-Playing Game
Conan Role-Playing Game foi publicado em 1985 pela TSR, Inc. A série foi muito curta duração, produzindo apenas três aventuras cada um baseado em um romance da série Conan. Em 1986, Red Sonja ganhou um suplemento para Advanced Dungeons & Dragons.

Suplementos:
- Conan the Buccaneer
- Conan the Mercenary
- Conan Triumphant

GURPS Conan

GURPS Conan para o sistema de RPG GURPS foi publicado em 1989 por Steve Jackson Games. Os outros livros GURPS Conan eram aventuras para GURPS e começara a ser publicados um ano antes, com GURPS Conan: Beyond Thunder River.
Suplementos:
- GURPS Conan: Beyond Thunder River (1988)
- GURPS Conan and the Queen of the Black Coast (1989)
- GURPS Conan: Moon of Blood (1989)
- GURPS Conan the Wyrmslayer (1989)

Conan: The Roleplaying Game
Em 2003, a empresa britânica Mongoose Publishing adquiriu a licença da franquia Conan, a partir de Janeiro de 2004 publicou Conan: The Roleplaying Game. Publicado até 2010, o jogo usa regras de um Sistema OGL, inspirado no sistema d20, lançado em 2000 na terceira edição Dungeons & Dragons. O jogo principal consiste em um livro de regras 352 páginas (a segunda edição foi ampliada para 424 páginas) e várias aventuras e suplementos (primeira e segunda edições).
- Conan: The Roleplaying Game (1ª Edição, capa dura, 352 páginas, Janeiro de 2004)
- Conan: The Roleplaying Game (Atlantean Edition, capa dura, 352 páginas, agosto de 2004: segunda impressão da 1ª Edição)
- Conan: The Roleplaying Game (Edição de bolso, capa mole, Janeiro de 2005)
- Conan: The Roleplaying Game (2ª Edição, capa dura, 424 páginas, Setembro de 2007)

Suplementos:
- Across the Thunder River
- Adventures in the Hyborian Age (2ª Edição)
- Aquilonia - Flower of the West
- Argos and Zingara
- Bestiary of the Hyborian Age (2ª Edição)
- Betrayer of Asgard (2ª Edição)
- The Black Stones of Kovag-Re
- Catacombs of Hyboria (2ª Edição)
- Cimmeria (2ª Edição)
- Cities of Hyboria (2ª Edição)
- The Coming of Hanuman
- 'The Compendium
- Faith and Fervour
- The Free Companies
- Game Master's Screen
- The Heretics of Tarantia
- Hyboria's Fallen - Pirates, Thieves and Temptresses
- Hyboria's Fiercest - Barbarians, Borderers and Nomads
- Hyboria's Finest - Nobles, Scholars and Soldiers
- Khitai (2ª Edição)
- The Lurking Terror of Nahab
- Messantia - City of Riches
- The Pirate Isles
- Player's Guide to the Hyborian Age (2ª Edição)
- Reavers of the Vilayet
- Return to the Road of Kings (The Road of Kings 2ª Edição)
- The Road of Kings
- Ruins of Hyboria
- The Scrolls of Skelos
- The Secrets of Skelos (The Scrolls of Skelos 2ª Edição)
- Shadizar - City of Wickedness
- Shem - Gateway to the South
- Stygia - Serpent of the South
- Tales of the Black Kingdoms
- Tito's Trading Post
- The Tower of the Elephant
- Trial of Blood (2ª Edição)
- The Warrior's Companion (2ª Edição)

Robert E. Howard's Conan: Adventures in an Age Undreamed Of
Conan: Adventures in an Age Undreamed Of publicado Modiphius Entertainment, é o atual jogo  de RPG de Conan licenciado pela Conan Properties Inc. O jogo principal consiste em um livro de capa dura de 368 páginas com o inovador sistema 2d20. O jogo foi lançado através de uma enorme campanha de financiamento coletivo na plataforma Kickstarter.
Lista de suplementos a serem lançados
- Player's Guide
- Conan the Thief
- Perilous Ruins & Forgotten Cities
- Blessing of Mitra
- Conan the Barbarian
- Conan the Mercenary
- The Book of Skelos
- Jeweled Thrones of the Earth
- Forbidden Places & Pits of Horror
- Conan the Pirate
- Conan Board Game Sourcebook
- Beasts of the Hyborian Age
- Conan the Brigand
- Nameless Cults
- Conan the Wanderer
- Ancient Ruins & Cursed Cities
- Conan the Adventurer
- Conan the Scout
- Conan the King

## No Brasil
Em 1997, a Devir Livraria lançou GURPS Conan, em outubro de 2020, a New Order Editora lançou uma campanha de financiamento coletivo no Catarse,  Robert E. Howard: Aventuras em uma era Inimaginável  da Modiphius, em julho de 2021, a 101 Games lanço um campanha no mesmo site de Aventuras na Era Hiboriana de Jefferson Pimentel e Bruno Sathler, usando o sistema próprio da editora, o Solo 10.